# HIE-124
HIE-124 es un fármaco no benzodiazepínico en fase de investigación que se investiga por sus efectos hipnóticos de acción breve.